# Phostria ocellalis
Phostria ocellalis is een vlinder uit de familie van de grasmotten (Crambidae). De wetenschappelijke naam van deze soort is voor het eerst gepubliceerd in 1925 door Per Olof Christopher Aurivillius.
De soort komt voor in Congo-Kinshasa.